# Somerset (série de televisão)
Somerset (também conhecida como Another World: Somerset) foi uma soap opera estadunidense exibida originalmente entre 30 de Março de 1970 e 31 de Dezembro de 1976. O programa foi criado por Robert Cenedella, com o intuito de ser um spin-off de outra soap opera da NBC, Another World.